# Domenico Guidobono

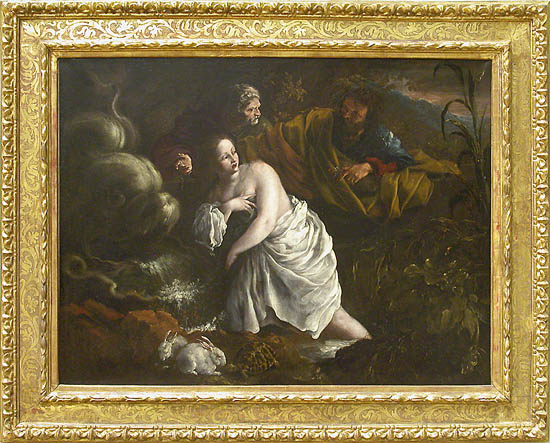
Ritratto di donna come Flora (Parigi, Louvre)

Domenico Guidobono (Savona, 1668 – Napoli, 1746) è stato un pittore italiano.

## Biografia
La figura di Domenico Guidobono è stata spesso associata a quella del fratello Bartolomeo Guidobono. 
Determinante è stata la netta divisione della sua attività tra Piemonte e Liguria: a Torino, dove risiede tra primo e secondo decennio del XVIII secolo, realizza le opere più riuscite mentre il ritorno a Genova nel 1726 coincide con la fase calante della sua produzione. 
Dopo un'iniziale formazione presso la bottega savonese del padre, decoratore di ceramiche, intorno al 1685 Domenico Guidobono si trasferisce con la famiglia a Torino, così come negli stessi anni avevano fatto Gregorio De Ferrari, Pietro Paolo Raggi e ancor prima Domenico Piola. 
Nel 1685 collabora con il fratello maggiore Bartolomeo alla decorazione del presbiterio dell'abbazia cistercense di Casanova presso Carmagnola. Nello stesso luogo Domenico è nuovamente ricordato nel 1686 per le pitture delle porte dell'organo, ora disperse, e nel 1688 per il “Compianto su Cristo morto” nella cripta, copia letterale della tela del Correggio che Domenico doveva aver visto durante il viaggio di formazione a Parma compiuto forse in compagnia del fratello nei primi anni del nono decennio del Seicento.
Intorno al 1693 Domenico abbandona Torino per trasferirsi a Genova dove rimane per quasi un decennio. 
Nel 1703 è nuovamente documentato nella capitale sabauda: dopo la morte del fratello maggiore nel 1709, Domenico vive una fase di grande felicità esecutiva divenendo protagonista della scena artistica torinese. Proprio intorno a questa data si collocano le sue opere più importanti: il “Concerto di angeli” del duomo di San Giovanni, posto a chiusura dello scurolo retrostante l'altare maggiore (firmato e datato1709), la decorazione ad affresco del presbiterio della chiesa di San Lorenzo e la tela nella parrocchiale di Mondovì. 

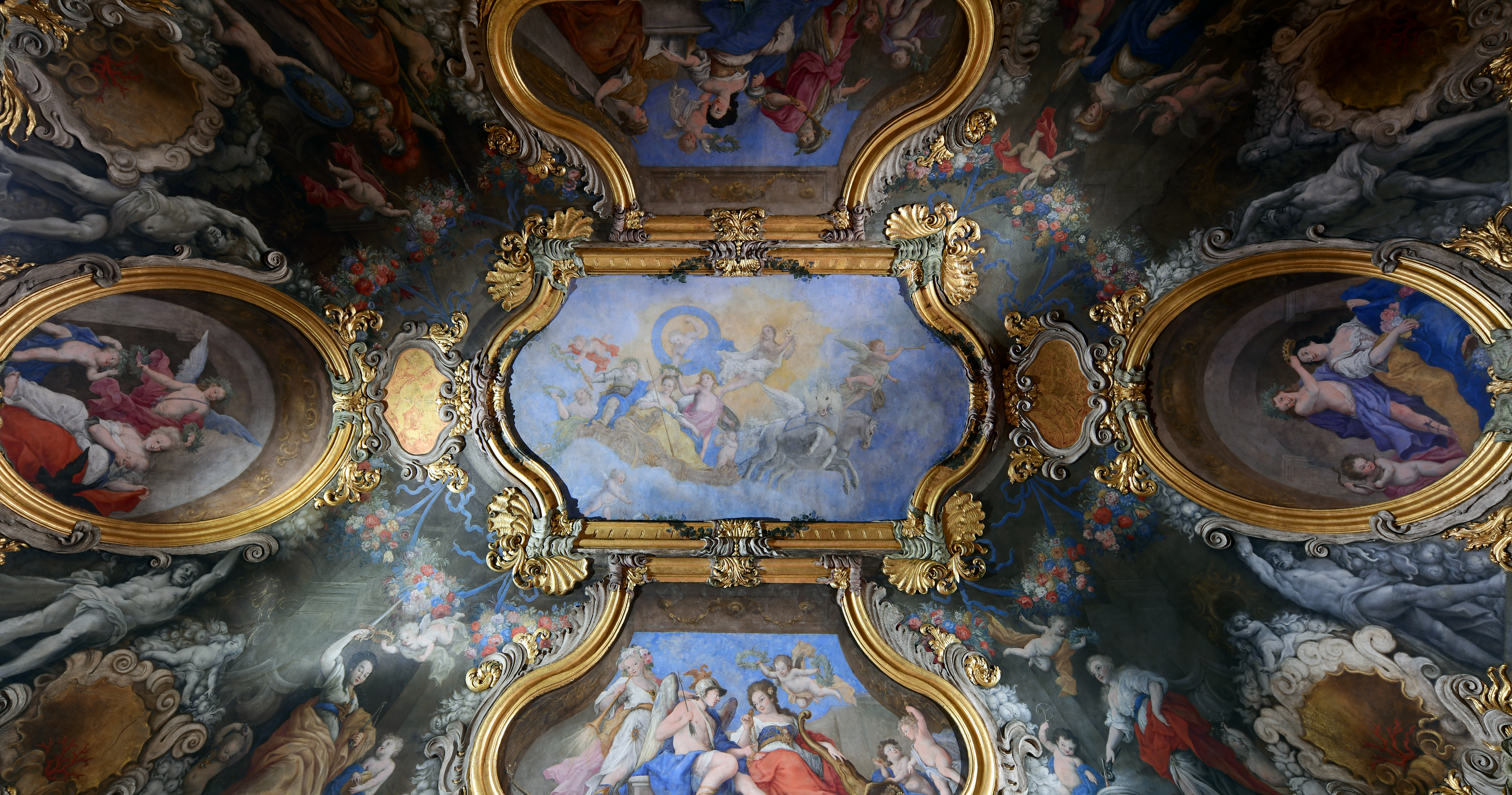
Volta della Camera di Madama Reale affrescata, Palazzo Madama - Torino

Nel 1709 Domenico avvia i lavori per la decorazione del nuovo appartamento che la duchessa Maria Giovanna Battista di Savoia Nemours andava riallestendo a Palazzo Madama. Qui Domenico lascia la prova più convincente del suo esuberante decorativismo, dando vita ad un sorprendente catalogo di invenzioni declinate e combinate nelle diverse stanze con inesauribile inventiva. Tra il 1708 e il 1709 Domenico decora la Camera di Madama Reale, nel 1714 dipinge il soffitto della Sala della Primavera e negli anni Venti del Settecento è impegnato nella decorazione di alcuni nuovi ambienti dell'appartamento costruiti contestualmente allo scalone di Filippo Juvarra tra il 1718 e il 1721: il Gabinetto cinese, la cosiddetta Camera Nuova e la Veranda meridionale.
L'arrivo dell'architetto messinese a Torino segna un punto di svolta nel panorama artistico e culturale della città e coincide con l'avvio di una fase di crescente marginalità di Domenico all'interno dei grandi cantieri di corte. Questa nuova situazione si riflette nelle sue opere che a partire dagli anni Venti cominciano ad assumere caratteri duri perdendo la qualità esecutiva degli anni precedenti. Lontano dagli ambienti ufficiali il lavoro di Domenico prosegue ancora per qualche anno nei palazzi della nobiltà torinese. Si collocano negli anni Venti del Settecento gli affreschi al terzo piano di Palazzo Novarina di San Sebastiano, quelli in una sala a Palazzo Coardi di Carpeneto, l'intervento nel Palazzo Saluzzo di Paesana, costruito da Gian Giacomo Plantery tra il 1716 e il 1720 e quello nel Palazzo Siccardi ristrutturato dallo stesso architetto. Prima di lasciare Torino nel 1726 Domenico realizza anche diverse opere per chiese piemontesi come la “Visitazione” nella chiesa della Certosa di Collegno, l' “Immacolata” per la chiesa di Sant'Egidio a Moncalieri e la tela con il “Giobbe deriso” nella cattedrale di Cuneo. Forse per problemi economici, nel 1726 Domenico lascia precipitosamente Torino per trasferirsi a Genova, dove continua ad ottenere commissioni di una certa importanza e, come ricordato dal biografo tra cui gli affreschi in Palazzo Casareto de Mari in piazza Campetto. Poco si conosce riguardo alla fase più avanzata dell'attività e della vita dell'artista. Nel 1737 i padri del convento di Nostra Signora Assunta a Genova, ricevettero da Domenico un quadro raffigurante l'Adorazione dei pastori, in cambio di un dipinto, di medesimo soggetto, del fratello Bartolomeo.

## Opere

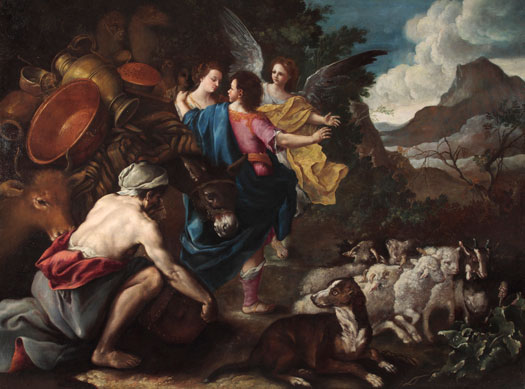
Rachele e Giacobbe

- Rachele e GiacobbeCompianto su Cristo morto, Carmagnola, Abbazia di Casanova
- Concerto di Angeli, Torino, Cattedrale
- Affreschi, Torino, Palazzo Madama
- La Vergine offre la Sindone all'adorazione dei Santi Gerolamo, Antonio da Padova e Giustina, San Michele di Mondovì, chiesa parrocchiale di San Michele Arcangelo
- Trionfo allegorico, Torino, Palazzo Coardi di Carpeneto
- Gloria di San Lorenzo, Torino, chiesa di San Lorenzo
- San Giuseppe con il Bambino, Torino, chiesa di San Francesco da Paola
- Pietà, Torino, chiesa di San Francesco da Paola, sacrestia
- Giobbe deriso, Cuneo, Cattedrale
- La Visitazione, Collegno, Certosa, Chiesa della Santissima Annunziata
- Sacrificio di Isacco (volta); San Giuseppe e Gesù adolescente, Visitazione, Incredulità di San Tommaso (sovrapporte), Torino, Palazzo Saluzzo di Paesana
- Immacolata concezione, Moncalieri, chiesa di Sant'Egidio
- Tobia e l'angelo, Camogli, chiesa parrocchiale
- Visione di Santa Caterina da Genova, Genova, chiesa di San Giorgio
- Adorazione dei Pastori, Genova, Santuario della Madonnetta
- Susanna e i vecchioni, Parigi, Musée du Louvre
- Una strega con le figlie e animali, New York, The Metropolitan Museum of Art
- Una maga, Stanford, University Museum of Art
- Compianto su Cristo morto, Carmagnola, Abbazia di Casanova
- Concerto di Angeli, Torino, Cattedrale
- Affreschi, Torino, Palazzo Madama
- La Vergine offre la Sindone all'adorazione dei Santi Gerolamo, Antonio da Padova e Giustina, San Michele di Mondovì, chiesa parrocchiale di San Michele Arcangelo
- Trionfo allegorico, Torino, Palazzo Coardi di Carpeneto
- Gloria di San Lorenzo, Torino, chiesa di San Lorenzo
- San Giuseppe con il Bambino, Torino, chiesa di San Francesco da Paola
- Pietà, Torino, chiesa di San Francesco da Paola, sacrestia
- Giobbe deriso, Cuneo, Cattedrale
- La Visitazione, Collegno, Certosa, Chiesa della Santissima Annunziata
- Sacrificio di Isacco (volta); San Giuseppe e Gesù adolescente, Visitazione, Incredulità di San Tommaso (sovrapporte), Torino, Palazzo Saluzzo di Paesana
- Immacolata concezione, Moncalieri, chiesa di Sant'Egidio
- Tobia e l'angelo, Camogli, chiesa parrocchiale
- Visione di Santa Caterina da Genova, Genova, chiesa di San Giorgio
- Adorazione dei Pastori, Genova, Santuario della Madonnetta
- Susanna e i vecchioni, Parigi, Musée du Louvre
- Una strega con le figlie e animali, New York, The Metropolitan Museum of Art
- Una maga, Stanford, University Museum of Art